# Yaracuy
Yaracuy ist einer der 23 Bundesstaaten von Venezuela. Die Hauptstadt ist San Felipe.
Weitere wichtige Städte sind Yaritagua, Chivacoa, Aroa, Nirgua und Cocorote. Yaracuy liegt im Norden des Landes und grenzt an die Bundesstaaten Falcón, Lara, Portuguesa, Cojedes und Carabobo im Osten.

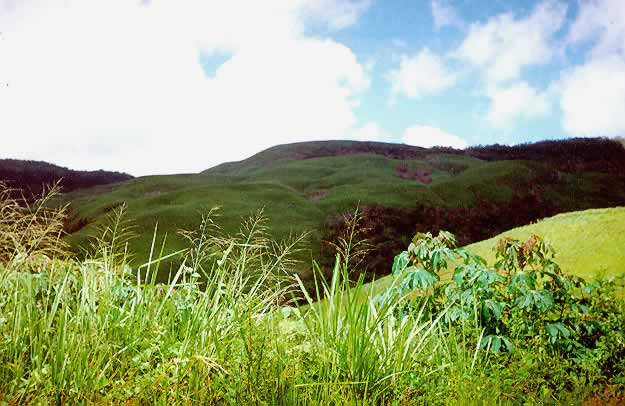
Im Nationalpark Tirgua

Yaracuy liegt auf einer Hochebene und ist durch gebirgige Landschaften gekennzeichnet.
Im Süden liegt der Nationalpark Tirgua.
Der bedeutendste Wirtschaftszweig ist die Landwirtschaft.

## Verwaltungsgliederung
Yaracuy ist in 14 Bezirke (Municipios) eingeteilt:
| Nr | Bezirk             | Hauptstadt            |
| -- | ------------------ | --------------------- |
| 1  | Aristides Bastidas | San Pablo             |
| 2  | Bolívar            | Aroa                  |
| 3  | Bruzual            | Chivacoa              |
| 4  | Cocorote           | Cocorote              |
| 5  | Independencia      | Independencia         |
| 6  | Jose Antonio Paez  | Sabana de Parra       |
| 7  | La Trinidad        | Boraure               |
| 8  | Manuel Monge       | Yumare                |
| 9  | Nirgua             | Nirgua                |
| 10 | Peña               | Yaritagua             |
| 11 | San Felipe         | San Felipe de Yaracuy |
| 12 | Sucre              | Guama                 |
| 13 | Urachiche          | Urachiche             |
| 14 | Veroes             | Farriar               |